# Alexia Runggaldier
Alexia Runggaldier (ur. 27 listopada 1991 w Bressanone) – włoska biathlonistka, czterokrotna medalistka mistrzostw świata juniorek.

## Kariera
Po raz pierwszy na arenie międzynarodowej pojawiła się w 2008 roku, startując na mistrzostwach świata juniorów w Ruhpolding, gdzie w kategorii juniorów młodszych zajęła między innymi trzecie miejsce w sztafecie. Wynik ten powtórzyła na rozgrywanych rok później mistrzostwach świata juniorów w Canmore, a podczas MŚJ w Novym Mescie w 2011 roku i MŚJ w Kontiolahti w 2012 roku w tej samej konkurencji zdobywała srebrne medale. Indywidualnie najlepsze wyniki osiągała na mistrzostwach świata juniorów w Torsby w 2010 roku, gdzie była szósta w sprincie i biegu indywidualnym.
W zawodach Pucharu Świata w biathlonie zadebiutowała 9 grudnia 2011 roku w Hochfilzen, zajmując 61. miejsce w sprincie. Pierwsze pucharowe punkty wywalczyła blisko rok później, 7 grudnia 2012 roku w tej samej miejscowości zajmując 33. miejsce w sprincie. Na podium zawodów tego cyklu po raz pierwszy stanęła 19 stycznia 2017 roku w Anterselvie, zajmując trzecie miejsce w sprincie. W zawodach tych wyprzedziły ją jedynie Niemka Laura Dahlmeier i Célia Aymonier z Francji. W 2014 roku wystąpiła na igrzyskach olimpijskich w Soczi, gdzie zajęła 43. miejsce w biegu indywidualnym. Była też między innymi dziesiąta w tej samej konkurencji podczas mistrzostw świata w Oslo w 2016 roku.

## Osiągnięcia

### Zimowe igrzyska olimpijskie
| Rok  | Miejscowość | Konkurencje | Konkurencje | Konkurencje | Konkurencje | Konkurencje | Konkurencje | Konkurencje |
| Rok  | Miejscowość | IN          | SP          | PU          | MS          | RL          | MR          | SR          |
| ---- | ----------- | ----------- | ----------- | ----------- | ----------- | ----------- | ----------- | ----------- |
| 2014 | Soczi       | 43.         | nd.         | nd.         | nd.         | nd.         | nd.         | nd.         |
| 2018 | Pjongczang  | 33.         | nd.         | nd.         | nd.         | nd.         | nd.         | nd.         |

### Mistrzostwa świata
| Rok  | Miejscowość          | Konkurencje | Konkurencje | Konkurencje | Konkurencje | Konkurencje | Konkurencje | Konkurencje |
| Rok  | Miejscowość          | IN          | SP          | PU          | MS          | RL          | MR          | SR          |
| ---- | -------------------- | ----------- | ----------- | ----------- | ----------- | ----------- | ----------- | ----------- |
| 2012 | Ruhpolding           | nd.         | nd.         | nd.         | nd.         | 12.         | nd.         | nd.         |
| 2013 | Nové Město na Moravě | 78.         | 37.         | 39.         | nd.         | nd.         | nd.         | nd.         |
| 2016 | Oslo                 | 10.         | nd.         | nd.         | nd.         | 7.          | nd.         | nd.         |
| 2017 | Hochfilzen           | 3.          | 43.         | 15.         | 9.          | 5.          | nd.         | nd.         |
| 2019 | Östersund            | 61.         | –           | –           | –           | 10.         | –           | –           |

### Mistrzostwa świata juniorów
| Rok  | Miejscowość          | Konkurencje | Konkurencje | Konkurencje | Konkurencje | Konkurencje | Konkurencje | Konkurencje |
| Rok  | Miejscowość          | IN          | SP          | PU          | MS          | RL          | MR          | SR          |
| ---- | -------------------- | ----------- | ----------- | ----------- | ----------- | ----------- | ----------- | ----------- |
| 2008 | Ruhpolding           | 11.         | 33.         | 28.         | nd.         | 3.          | nd.         | nd.         |
| 2009 | Canmore              | 36.         | 12.         | 13.         | nd.         | 3.          | nd.         | nd.         |
| 2010 | Torsby               | 6.          | 6.          | 12.         | nd.         | 9.          | nd.         | nd.         |
| 2011 | Nové Město na Moravě | 43.         | nd.         | 8.          | nd.         | 2.          | nd.         | nd.         |
| 2012 | Kontiolahti          | 20.         | nd.         | 14.         | nd.         | 2.          | nd.         | nd.         |

### Puchar Świata

#### Miejsca w klasyfikacji generalnej
| Sezon     | Miejsce |
| --------- | ------- |
| 2012/2013 | 69.     |
| 2015/2016 | 69.     |
| 2016/2017 | 28.     |
| 2017/2018 | 68.     |
| 2018/2019 | 72.     |

#### Miejsca na podium
| Lp. | Dzień       | Rok  | Miejscowość | Konkurencja                | Lokata | Pudła   | Czas biegu | Strata  | Zwycięzca       |
| --- | ----------- | ---- | ----------- | -------------------------- | ------ | ------- | ---------- | ------- | --------------- |
| 1.  | 19 stycznia | 2017 | Anterselva  | Bieg indywidualny na 15 km | 3.     | 0+1+0+0 | 44:48.7    | +46.0   | Laura Dahlmeier |
| 2.  | 15 lutego   | 2017 | Hochfilzen  | Bieg indywidualny na 15 km | 3.     | 0+0+0+0 | 43:15.7    | +1:45.6 | Laura Dahlmeier |

#### Miejsca na podium drużynowo
| Lp. | Dzień       | Rok  | Miejscowość | Konkurencja       | Lokata | Pudła | Czas biegu | Strata | Zwycięzca |
| --- | ----------- | ---- | ----------- | ----------------- | ------ | ----- | ---------- | ------ | --------- |
| 1.  | 22 stycznia | 2017 | Anterselva  | Sztafeta 4 × 6 km | 3.     | 0+9   | 1:09:45.8  | +33.4  | Niemcy    |